# Yade Lauren
Jade Lauren Clevers, bekend onder haar artiestennaam Yade Lauren (Rosmalen, 8 april 1999), is een Nederlands zangeres. Ze is onder meer bekend door haar samenwerkingen met Yellow Claw, Jonna Fraser en Kevin.

## Levensloop
Clevers werd geboren in Rosmalen en verhuisde later naar Vught. Ze leerde zichzelf gitaar- en pianospelen. Clevers begon op zestienjarige leeftijd met het maken van filmpjes waarin ze bestaande nummers zong van bekende artiesten. Nadat een van deze video's online viraal ging en ruim een miljoen keer bekeken was werd ze benaderd door de muziekgroep Yellow Claw. Samen met hen bracht ze in 2016 het nummer Invitation uit, het behaalde de 82e plek in de Nederlandse Single Top 100 en bleef negen weken in deze hitlijst staan. Sinds 2016 zat Clevers tevens op de Herman Brood Academie.
Hierna bracht Clevers door de jaren heen meerdere nummers uit met bekende artiesten zoals met Jonna Fraser, Josylvio en Idaly. In 2019 bracht Clevers in samenwerking met rapper Snelle het nummer Ze kent mij uit, dit nummer behaalde de 5e plek in de Nederlandse Single Top 100 en de 19e plek in de Nederlandse Top 40. In 2020 bracht Clevers haar debuutalbum Reflecties uit.